# 上更別站

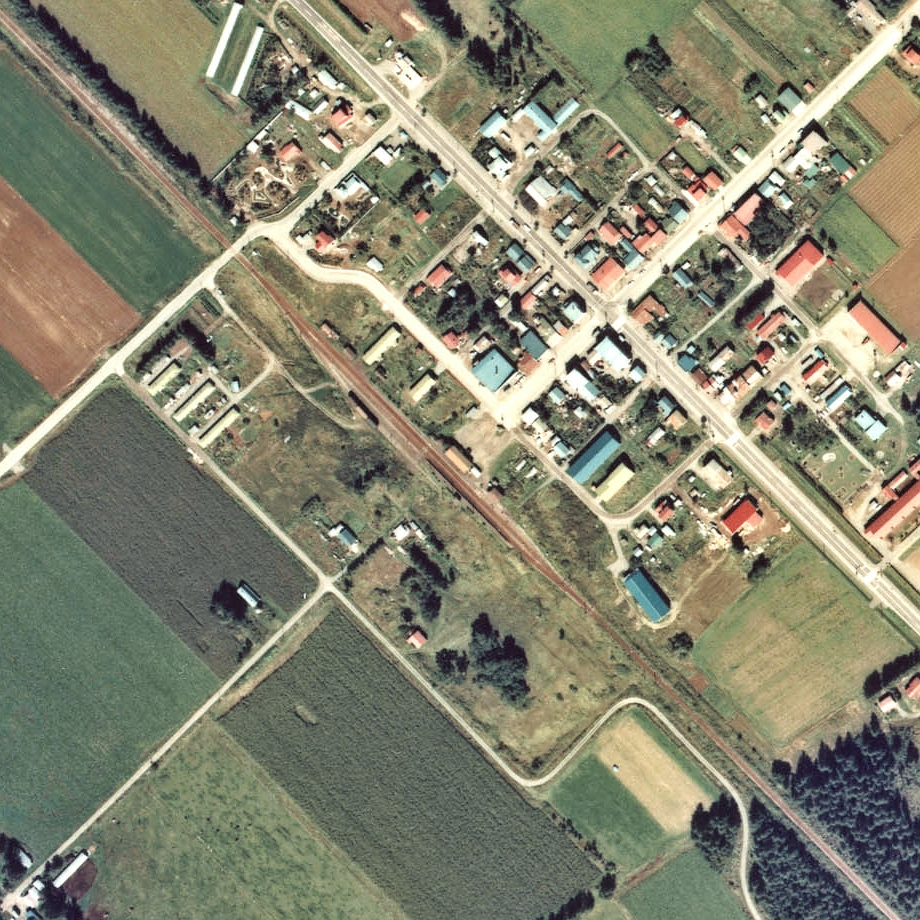
1977年的上更別站與方圓約500米範圍。右下方是廣尾方向。

上更別站（日语：／ Kami-Sarabetsu eki */?）是位於北海道河西郡更別村字上更別，日本國有鐵道（國鐵）的廣尾線車站（廢站）。隨著廣尾線全線廢線，車站在1987年（昭和62年）2月2日廢除。

## 歷史
- 1930年（昭和5年）10月10日 - 國有鐵道廣尾線 中札內站至大樹站開通，此站啟用[1]。當時為一般車站[1]。
- 1974年（昭和49年）12月15日  - 車站結束處理貨物和行李（發送的行李除外）[1]。停止售票和檢票業務，旅客業務無人化。由於還有列車交會設備，因此直至廢站前一直有運輸要員當值。
- 1984年（昭和59年）2月1日 - 不再處理發送行李[1]。
- 1987年（昭和62年）2月2日 - 廣尾線全線廢除，此站也廢除[1]。

## 車站構造
截至車站廢除前，此站是地面車站，設有2面2線的混合式月台（單式月台與只使用單邊的島式月台）。當時可進行列車交會。車站大樓一方的月台中央部分和島式月台北邊之間設有站內平交道連接。車站大樓一方的單式月台（東邊）是1號月台，島式月台（東邊）是2號月台。島式月台外邊設有1線。靠近帶廣一方設有路軌分支，連接側線。在1號月台靠近廣尾一方設有路軌分支，連接車站大樓南邊的貨物月台（缺角式月台）和1條貨物側線。
此站是無人車站，只有運輸要員當值。車站大樓位於站內東北方（廣尾方向的列車會開啟左邊車門），鄰接1號月台中央。

## 站名的由來
車站名稱取自所在地名。地名源自阿伊努語「サラ・ベツ」（蘆葦和芒草生長的河流）。由於車站位於河流上流位置，因此冠以「上」字。

## 使用狀況
在1981年度（昭和56年度），1日平均上下車人次為20人。

## 車站周邊
- 北海道道210號尾田豐頃停車場線（日语：北海道道210号尾田豊頃停車場線）
- 國道236號（廣尾國道）[5]
- 十勝賽道（日语：十勝スピードウェイ）
- 更別村立上更別小學
- 更別濕地 - 車站東北方約0.6公里[2]。該處為北海道自然紀念物 橢圓樺生長地[2]。
- 十勝巴士（日语：十勝バス）「上更別」巴士站

## 現況
截至1999年（平成11年），設置了「上更別站」紀念碑。紀念碑與更別站同樣，在紀念碑上半部分設有描繪車站大樓的陶瓷板，下半部分記載了廣尾線的意義和歷史。後後方刻上了站名牌的模樣。截至2010年（平成22年）和2011年（平成23年）也是同樣。車站大樓遺址變成空地，但是可在遺址確認路軌。

## 相鄰車站
日本國有鐵道
廣尾線
更別－上更別－忠類

## 注腳
1. 1 2 3 4 5 6 7  石野哲（編）. . JTB. 1998: 890. ISBN 978-4-533-02980-6 （日语）.
2. 1 2 3 4 5 6 7 8  書籍《国鉄全線各駅停車1 北海道690駅》（小學館，1983年7月發行）138頁。
3. ↑  沿革 （页面存档备份，存于）（日語） - 更別村，2015年5月21日參閲。
4. ↑  札幌鉄道局編 (编). . 北彊民族研究会. 1939: 72. NDLJP: 1029473 （日语）.
5. ↑  書籍《北海道道路地図 改訂版》（地勢堂，1980年3月發行）13頁。
6. ↑  書籍《鉄道廃線跡を歩くVI》（JTB出版，1999年3月發行）38-40頁。
7. 1 2 3  書籍《北海道の鉄道廃線跡》（著：本久公洋，北海道新聞社，2011年9月發行）188-189頁。
8. ↑  書籍《新 鉄道廃線跡を歩く1 北海道・北東北編》（JTB出版，2010年4月發行）87頁。